# مايكل كوتس
مايكل معاطف (بالإنجليزية: Michael Coats)‏ (و. 1946 – م) هو ضابط، ورائد فضاء من الولايات المتحدة الأمريكية . ولد في ساكرامنتو، كاليفورنيا .

## ريادة الفضاء
شارك في المهمات الفضائية:
- STS-41-D
- STS-29
- STS-39.

## التعليم
تعلم في جامعة جورج واشنطن

## الخدمة العسكرية
خدم في بحرية الولايات المتحدة.

## جوائز
حصل على جوائز منها:
- جائزة الشجاعة طيران
- وسام الجو.